# Graczowka (rejon wołowski)
Graczowka (ros. Грачёвка) – wieś (ros. деревня, trb. dieriewnia) w zachodniej Rosji, w sielsowiecie nabierieżańskim rejonu wołowskiego w obwodzie lipieckim.

## Geografia
Miejscowość położona jest 5 od centrum administracyjnego sielsowietu nabierieżańskiego (Nabierieżnoje), 22 od centrum administracyjnego rejonu (Wołowo), 120 km od stolicy obwodu (Lipieck).

## Demografia
W 2012 r. miejscowość zamieszkiwało 19 osób.